# Ulrich Briefs
Ulrich Briefs (* 21. Februar 1939 in Düsseldorf; † 7. Juni 2005 in Posterholt, Niederlande) war ein deutscher Politiker (SPD, Grüne, PDS) und Volkswirt, der sich insbesondere mit den negativen Auswirkungen der Technik auf die Arbeit und die Arbeitnehmer beschäftigte.

## Leben
Briefs absolvierte ein Studium der Volks- und Betriebswirtschaft und anschließend eine Ausbildung als technisch-wissenschaftlicher Programmierer. Er war von 1972 bis 1987 Referent am Wirtschafts- und Sozialwissenschaftlichen Institut (WSI) des DGB und war Mitglied des Deutschen Bundestages in der 11. und 12. Wahlperiode (Fraktion der Grünen, Landesliste Nordrhein-Westfalen, vom 1. Oktober 1990 an fraktionslos, danach PDS, Landesliste Sachsen und ab dem 19. Dezember 1991 wieder fraktionslos).
Briefs war Honorarprofessor an der Universität Bremen im Fachbereich Mathematik und Informatik sowie Gastprofessor an den Universitäten Paris XIII Villetaneuse, Copenhagen Business School und Paris IX Dauphine. Sein Arbeitsfeld waren Wissenschaftliche Arbeit und Schulungstätigkeit für Betriebsräte im Internationalen Institut für Wirtschafts- und Technologieforschung und -beratung Paris-Berlin-Posterholt (I.R.S). In Anerkennung seiner internationalen wissenschaftlichen Verdienste wurde er mit dem Silver Core Award 1986 der International Federation for Information Processing ausgezeichnet.
Briefs engagierte sich in der Zeit, in der alle den technologischen Fortschritt durch digitalisierte und moderne Medien priesen, für eine kritische bürgerrechts- und arbeitnehmerorientierte Sicht der Umwandlungen der Gesellschaft und der Arbeitssituationen. So gehörte er zu den „ersten, die ein Mitspracherecht der Beschäftigten bei der technischen Gestaltung ihrer Arbeitsplätze einforderten“, schrieb Wolfgang Coy in seinem Nachruf auf Briefs.
Briefs war Teilnehmer im Theoriearbeitskreis Alternative Ökonomie (TAK AÖ) des Arbeitskreises Sozialpolitische Arbeitsgemeinschaften (AG SPAK), in dem selbstorganisierte Betriebe und Projekte die eigene Theorie ihrer Arbeitswelt entwickelten und reflektierten, meist unter Anregung und Mitwirkung von Rolf Schwendter, heute fortbestehend als Sozialpolitische Akademie und als Gruppen-Verlag mit Archiv.

## Schriften (Auswahl)
- Arbeiten ohne Sinn und Perspektive? – Gewerkschaften und "Neue Technologien". Pahl-Rugenstein, Köln 1980, ISBN 3-7609-0520-X
- Informationstechnologien und Zukunft der Arbeit. Ein politisches Handbuch zu Mikroelektronik und Computertechnik. 2. Auflage 1986, ISBN 3760907261.
- Technologische Arbeitslosigkeit. Ursachen, Folgen, Alternativen. (mit Eberhard Fehrmann und Rudolf Hickel), VSA-Verlag, Hamburg 1987, ISBN 3879752729.
- High-Tech und sozialer Verfall? – Das moderne Deutschland nach dem Ende der „sozialen Marktwirtschaft“. Pahl-Rugenstein, Bonn 2002, ISBN 3891441843.
- Le Système syndical allemand en transition. In: Revue Internationale de psychosociologie 1996, S. 103–111.